# Tatepeira carrolli
Tatepeira carrolli là một loài nhện trong họ Araneidae.
Loài này thuộc chi Tatepeira. Tatepeira carrolli được Herbert Walter Levi miêu tả năm 1995.